# Tata OneCAT

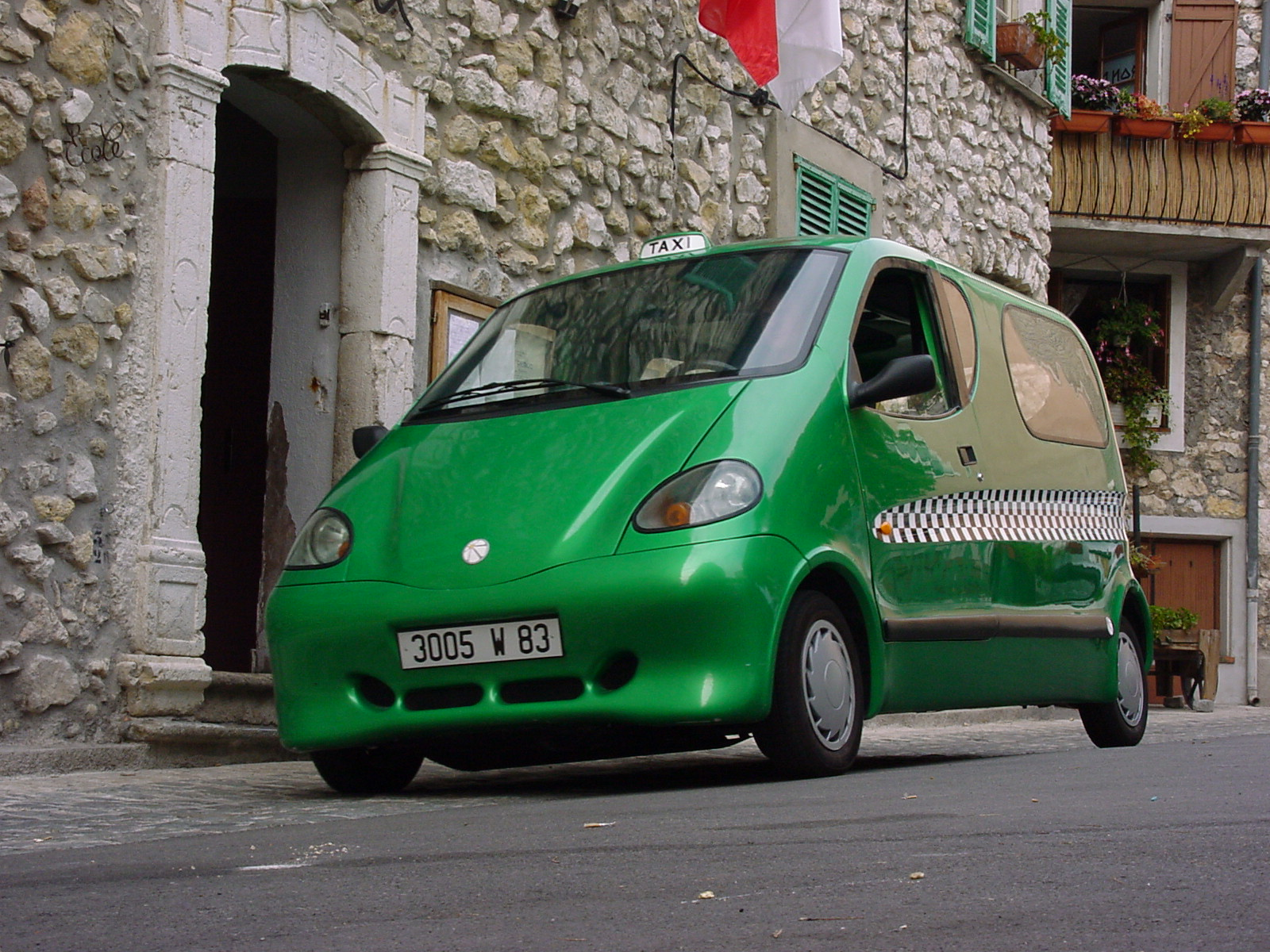
Tata/MDI OneCAT

Der Tata OneCAT ist ein im Jahr 2008 angekündigter Prototyp eines Druckluftautos, der in Zusammenarbeit von Tata Motors in Indien und dem Luftmotorentwickler Guy Nègre von Motor Development International (MDI) entwickelt wurde. In den USA wird ein Kaufpreis von 5100 bis 7800 US-$ erwartet.
Die Zusammenarbeit ruht seit 2009, weil laut Tata „unüberwindliche Probleme“ technischer Natur auftraten. Sowohl bei Tata als auch bei MDI wurde seit diesem Zeitpunkt die Öffentlichkeitsarbeit zu diesem Prototyp eingestellt.

## Technik
Der OneCAT ist ein fünfsitziger Kleinwagen mit einem Kofferraumvolumen von 200 Litern. Gemäß Herstellerangaben besitzt der OneCAT mit vollen Tanks eine Reichweite von 90 km bei einer Geschwindigkeit von 100 km/h. Zusätzlich soll ein Verbrennungsmotor zum Einsatz kommen, der die Reichweite auf 800 km (bei einem Kraftstoffverbrauch von 1,5 Litern pro 100 km) erhöhen soll. Der Wagen enthält laut Hersteller Lufttanks, die durch einen im Auto integrierten Kompressor, der an eine handelsübliche Steckdose gesteckt wird, in vier Stunden gefüllt werden können. MDI plant sogar einen Kompressor für Tankstellen, der die Tanks in drei Minuten füllen kann.
Obwohl das technische Konzept des Druckluftautos funktioniert, konnte bisher keine Referenz und kein Prototyp vorgestellt werden, der die geringen – vom Hersteller angegeben – Verbrauchswerte erreichte.

## Einwände aus physikalisch-technischer Sicht
Der Antrieb eines Fahrzeugs mit Hilfe von Druckluft bringt eine Reihe von technischen Schwierigkeiten mit sich:
- Das Verhältnis von zur Verfügung gestellter Antriebsenergie und Gewicht ist bei den Drucklufttanks ungünstig, verglichen zum Beispiel schon mit einfachen Bleiakkumulatoren.
- Druckluft ist in der Herstellung sehr ineffizient und einer der teuersten Energieträger. Wenn die bei der Kompression entstehende Wärme nicht genutzt werden kann, ist sie für die Energiebilanz verloren.
- Ein effizienter Druckluftmotor muss so weit wie möglich an der isothermen Grenze entspannen. Dafür benötigt er eine mehrstufige Entspannung mit Zwischenerwärmung und ist daher aufwendig (Motorenkonzept). Der dafür benötigte Bauraum ist nur schwer in einem mobilen Fahrzeug bereitstellbar. (Lt. eigener Aussage von MDI verlässt die entspannte Luft den „Auspuff“ mit −40 °C. Dies bestätigt, dass der Motor weit von der isothermen Grenze entfernt betrieben wird, sondern mit ziemlicher Sicherheit ganz nahe an der  adiabaten Grenze. Dies bedeutet eine maximale theoretische Ausbeute der in den Druckluftspeichern enthaltenen Energie von 50 %.)
- Durch Entspannung der Druckluft kommt es zu einer Abkühlung des Motors. Es muss Wärme aus der Umgebung zugeführt werden. Ist dies nicht ausreichend gewährleistet, sinkt die Leistung des Expansionsmotors. Bei niedrigen Umgebungstemperaturen wird der ohnehin mäßige Wirkungsgrad des Motors noch weiter reduziert.